# مشكان (كيسكان)
مشكان (بالفارسية: مشکان) هي قرية تقع في إيران في قسم كيسكان الريفي. يقدر عدد سكانها بـ 372 نسمة بحسب إحصاء 2016.